# Ingeborg Allihn
Ingeborg Allihn (* 1936 in Quedlinburg) ist eine deutsche Musikwissenschaftlerin, Autorin und Hörfunkjournalistin.

## Leben
Allihn studierte Musikwissenschaft an der Martin-Luther-Universität Halle-Wittenberg und promovierte in Berlin mit der Arbeit Die Musik Hanns Eislers zu Stücken von Bertolt Brecht. Sie arbeitete wissenschaftlich u. a. zur Aufführungspraxis der Instrumentalmusik des 17. und 18. Jahrhunderts und zur Berliner Musikgeschichte des 17. und 18. Jahrhunderts. Sie arbeitete am Theater Magdeburg und wurde 1970 Mitarbeiterin des Verbandes der Komponisten und Musikwissenschaftler der DDR. Unter anderem publizierte sie in der Zeitschrift Musik und Gesellschaft des Verbandes und gab einige Zeit das Bulletin des Musikrates der DDR heraus.
Nach 1989 arbeitete sie als freie Musikpublizistin und Musikkritikerin und gab u. a. einen Barockmusik-Führer und einen Musikführer Kammermusik heraus. 2021 würdigte der Deutsche Musikrat ihre jahrzehntelangen Tätigkeiten als Musikwissenschaftlerin, Publizistin und Hörfunkjournalistin mit der Ehrennadel des Präsidiums.

## Publikationen
- Kammermusikführer (Hrsg.), 1988, ISBN 978-3-370-00248-5
- Musikstädte der Welt – Berlin, 1991, ISBN 978-3-89007-223-4
- I. Allihn, Monika Hingst: Die Kunst hat nie ein Mensch allein besessen, 1996, ISBN 978-3-88331-135-7
- Barockmusikführer : Instrumentalmusik 1550–1770 (Hrsg.), 2001, ISBN 978-3-476-00979-1
- I. Allihn, Wilhelm Poeschel (Hrsg.): Wie mit vollen Chören : 500 Jahre Kirchenmusik in Berlins Mitte, 2010, ISBN 978-3-937788-19-7